# Giovanni Pietro Gnocchi
Giovanni Pietro Gnocchi (Milano, 1553 – 1609) è stato un pittore italiano.
Allievo di Aurelio Luini, fu un esponente della scuola lombarda tardorinascimentale-manierista.

## Biografia
Nato a Milano, fu attivo tra Valtellina, Canton Ticino, comasco e milanese. La sua appartenenza alla scuola di Luini ci è indicata da Filippo De Boni nella sua raccolta di biografie di artisti.
La prima opera di Gnocchi, tuttavia non conservata, di cui si abbia notizia è un gonfalone commissionatogli dalla confraternita di San Pietro in San Vitale a Como, databile sulla base del contratto stipulato al 1577.
La sua prima opera, giunta sino a noi, è la pala d'altare con l'Assunzione della Vergine per la chiesa parrocchiale di Santa Maria Assunta a Rezzonico, realizzata nel 1578.
Sul finire del secolo partecipò all'ampia squadra agli ordini di Luini per la realizzazione delle decorazioni della chiesa di San Maurizio al monastero maggiore di Milano.
Le sue opere più significative sono Santa Lucia nella chiesa di San Rocco a Meride,  Ester e Assuero e Giuditta e Oloferne originariamente entrambe nella cappella della Madonna del Rosario nella chiesa domenicana di San Giovanni Pedemonte a Como ed ora conservate nella pinacoteca cittadina e il Crocifisso nella chiesa di Beregazzo.
Morì suicida nel 1609.